# Nileke

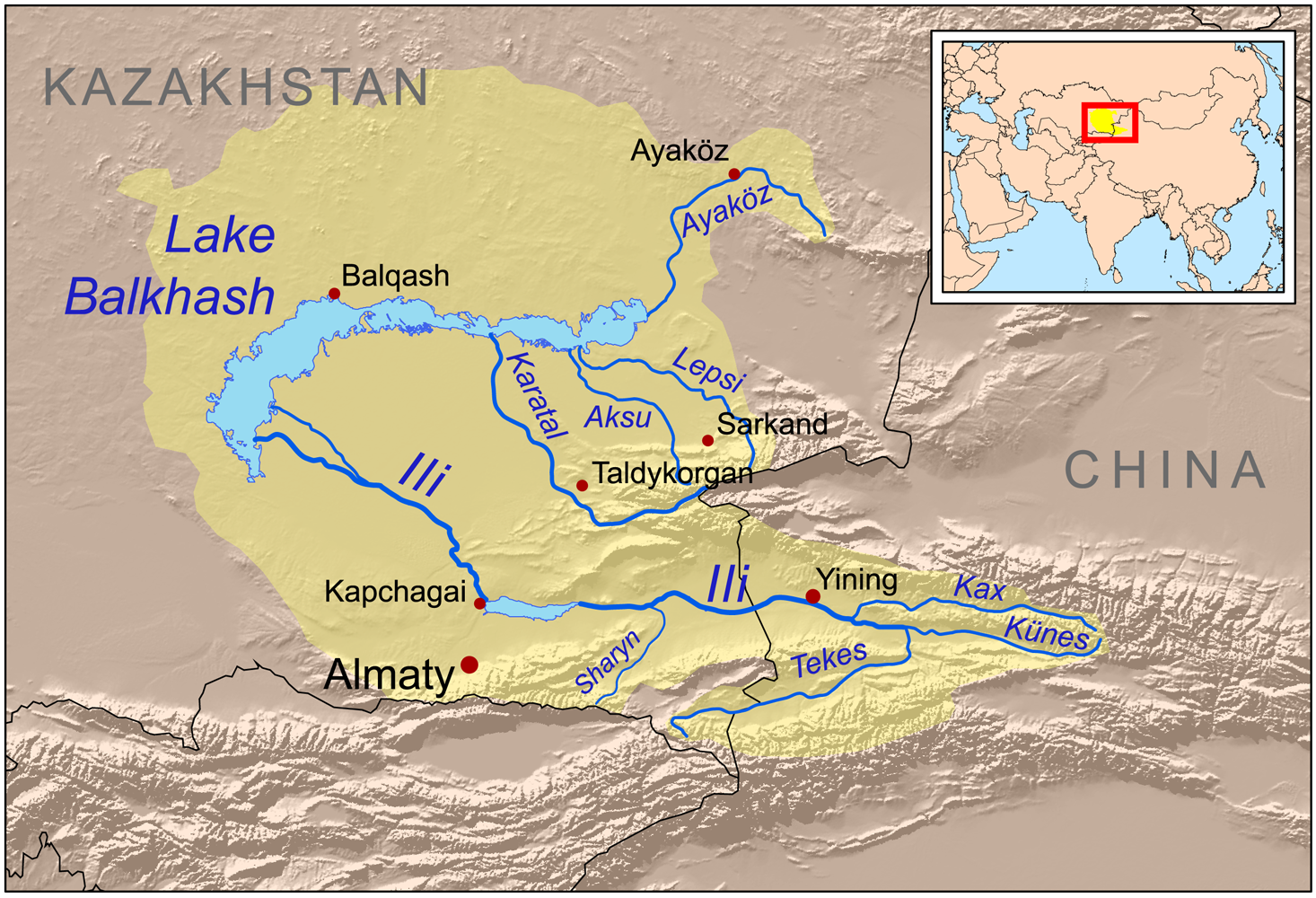
Nilka está situada em um afluente do Rio Ili.

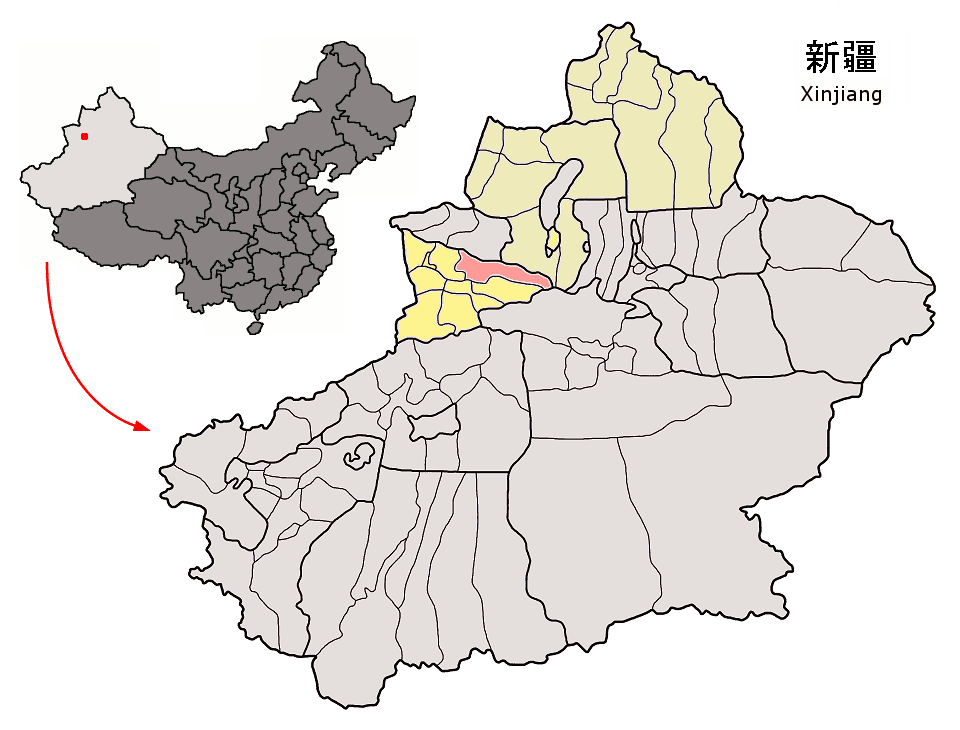
Localização de Nilka em Sinquião.

Nileke ou Nilka é um dos oito municípios chineses da região do Vale do Rio Ili, em Sinquião, China.
A cidade está situada na margem norte do Rio Kax que é um dos afluentes do Rio Ili.